# 舟蚶
舟蚶（学名：Arca navicularis），是魁蛤目魁蛤科魁蛤属的一种。主要分布于南海、新加坡、中国大陆、台湾，常栖息在浅海沙底、潮间带至潮下带55米、浅海6－24米深的岩礁间，用足丝附着他物。